# Comitatul Ingham, Michigan
Comitatul Ingham, conform originalului din engleză Ingham County este unul din cele 72 de comitate din statul Michigan din Statele Unite ale Americii.
Comitatul este situat în centrul statului, pe peninsula inferioară (engleză Lower Peninsula). Sediul comitatului este localitatea Mason GR6. Cea mai populată localitate este Lansing, capitala statului Michigan, care este singurul oraș-capitală din cele 50 de capitale ale statelor din Statele Unite ale Americii, care nu este și sediu de comitat.
Fondat în 1829, Ingham County a fost constituit printr-un act al Legislaturii teritoriului Michigan (în engleză Michigan Territorial Legislature) în ziua de 29 octombrie 1829, din porțiuni ale comitatelor Shiawassee, Washtenaw și teritoriu neorganizat. Din motive administrative, a fost atașat comitatului Washtenaw până în 1838, când a fost stabilit guvernul comitatului Ingham.
În comitat se găsesc Michigan State University, Lansing Community College și Thomas M. Cooley Law School, precum și o echipă minoră de baseball, Lansing Lugnuts. Comitatul a fost denumit după Samuel D. Ingham, secretarul Trezoreriei din guvernul (în engleză cabinet) al celui de-al șaptelea preșidente american, Andrew Jackson, făcând comitatul Ingham unul din așa numitele  "Comitate numite după guvern"  (în engleză Cabinet Counties).
Conform datelor furnizate de United States Census Bureau în urma recensământului din anul 2000, populația fusese 280.895 de locuitori.

## Demografie
|  | Graficele sunt indisponibile din cauza unor probleme tehnice. Mai multe informații se găsesc la Phabricator și la wiki-ul MediaWiki. |

Date: Wikidata - grafică realizată de Wikipedia